# アンネ＝セシール・シオファニ
アンネ＝セシール・シオファニ（Anne-Cecile Ciofani、1993年12月14日 - ）は、フランスの女子ラグビー選手。

## プロフィール
- フランス出身。
- 身長 180cm、体重 72kg

## 略歴
2021年、東京五輪の7人制女子フランス代表に選ばれて銀メダル獲得。
2024年、パリ五輪の7人制女子フランス代表に選ばれた。

## 受賞歴
- ワールドラグビー最優秀女子セブンズ選手賞:2021年[4]